# Zoé Lafontaine
Zoé Lafontaine, épouse Laurier, née le 27 juin 1841 à Montréal (Québec) et morte le 1er novembre 1921 à Ottawa (Ontario) à l'âge de 80 ans, est la femme du premier canadien français à être premier ministre du Canada, de 1896 à 1911, Wilfrid Laurier. Ils se sont mariés en la cathédrale Saint-Jacques de Montréal au Québec le 13 mai 1868.
En juillet 1902, elle finance avec son mari le voyage d'études musicales en Europe de sa nièce Éva Gauthier, qui devient par la suite une célèbre cantatrice.